# Houqing Yizu Xiang
Houqing Yizu Xiang (kinesiska: 后箐, 后箐彝族乡) är en socken i Kina. Den ligger i provinsen Yunnan, i den sydvästra delen av landet, omkring 240 kilometer väster om provinshuvudstaden Kunming.
Genomsnittlig årsnederbörd är 1 173 millimeter. Den regnigaste månaden är juli, med i genomsnitt 267 mm nederbörd, och den torraste är februari, med 9 mm nederbörd.